# Erastus (Heiliger)

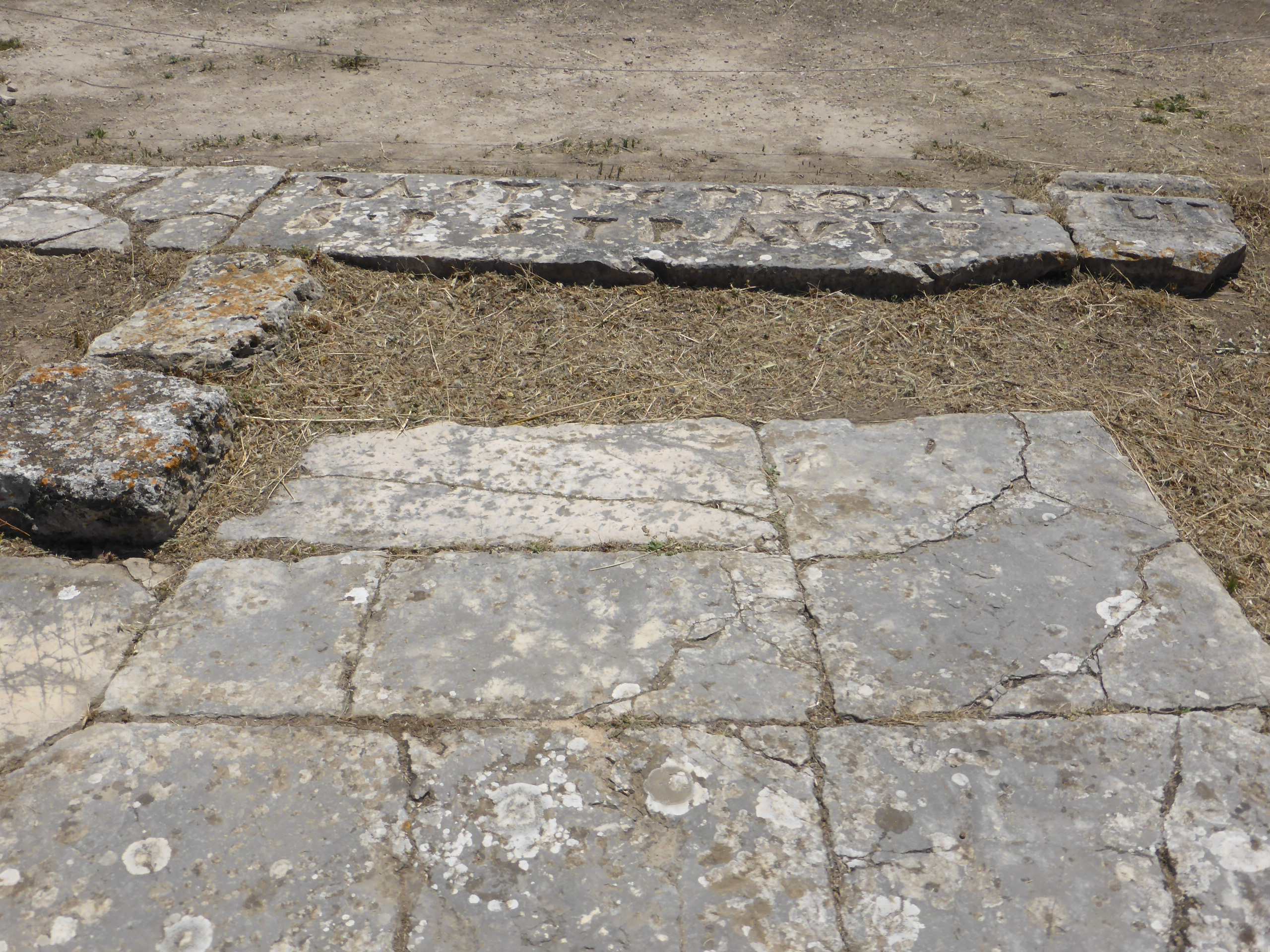
Erastus-Inschrift in Korinth

Erastus war ein Mitarbeiter des Paulus von Tarsus.
Er hatte nach der Bibel (Röm 16,24 ) in Korinth das Amt eines οἰκονόμος τῆς πόλεως oikonómos tēs póleōs inne; Martin Luther übersetzte: Stadtkämmerer. Dabei handelt es sich wohl um einen gehobenen städtischen Finanzbeamten.
1928/1929 und 1947 fand man bei Ausgrabungen im Bereich des Theaters von Korinth Teile einer Inschrift, die einen Ädil namens Erastus nennt. Vielfach wird angenommen, dass sie aus der Mitte des 1. Jahrhunderts n. Chr. stammt, dann wäre sie zeitgenössisch mit den Briefen des Neuen Testaments. Der erhaltene Text der Inschrift lautet (unter Auflösung der abgekürzten Begriffe):
[…] Erastus pro aedilit[at]e s(ua) p(ecunia) stravit.
„[…] Erastus hat anlässlich seiner Wahl zum Ädilen aus eigenen Mitteln das Pflaster legen lassen.“
„Wenn der Erastus des Römerbriefes dieses hohe Amt eines Stadtrates innehatte, dann konnte Paulus neben seinem begüterten Gastgeber Gaius … auf die Unterstützung eines angesehenen und wohlhabenden Mannes zurückgreifen, der in der Lage war, ein ganzes Straßenpflaster auf eigene Kosten zu finanzieren.“ Das war für einen Christen sehr ungewöhnlich. Da ein politisches Amt auch Teilnahme am paganen Kult erforderte, schloss Tertullian Ende des 2. Jahrhunderts diese Tätigkeit für Christen aus. Doch zur Zeit des Paulus dachte man vielleicht anders darüber. Doch die Inschrift befindet sich nicht am ursprünglichen Ort, und ihre Datierung ist unsicher; möglicherweise stammt sie aus der Zeit Kaiser Hadrians. So bleiben Zweifel, ob das Christentum im 1. Jahrhundert in der städtischen Elite Fuß fassen konnte. Mittlerweile ist außerdem sogar umstritten, ob Erastus überhaupt gläubiger Christ war oder lediglich das Patronat über die christliche Gemeinde in Korinth übernommen hatte.
Es gibt zwei weitere Erwähnungen eines Erastus im Neuen Testament: Apg 19,22 , 2 Tim 4,20 . Ulrich Wilckens meint, der in der Apostelgeschichte genannte Erastus, der von Ephesos nach Makedonien reiste, sei nicht identisch mit dem Beamten gleichen Namens in Korinth.